# Strandannelgræs
Strandannelgræs (Puccinellia maritima), også skrevet Strand-Annelgræs, er en plante i græs-familien. Den er udbredt på strandenge langs Europas kyster fra Middelhavet til Nordnorge samt det sydvestlige Grønland. I Danmark er den især almindelig i den yderste del af marsken langs Vadehavet, men findes også ved de indre farvande.
Det er et blågrønt græs, der vokser i tætte tuer med lange, bladbærende udløbere. Strandannelgræs kan danne et sammenhængende græstæppe. Bladene er kødfulde og rendeformede, i spidsen trinde og forneden sammenlagte. Arten er en vigtig foderplante for marskens får.